# 아키하바라 UDX

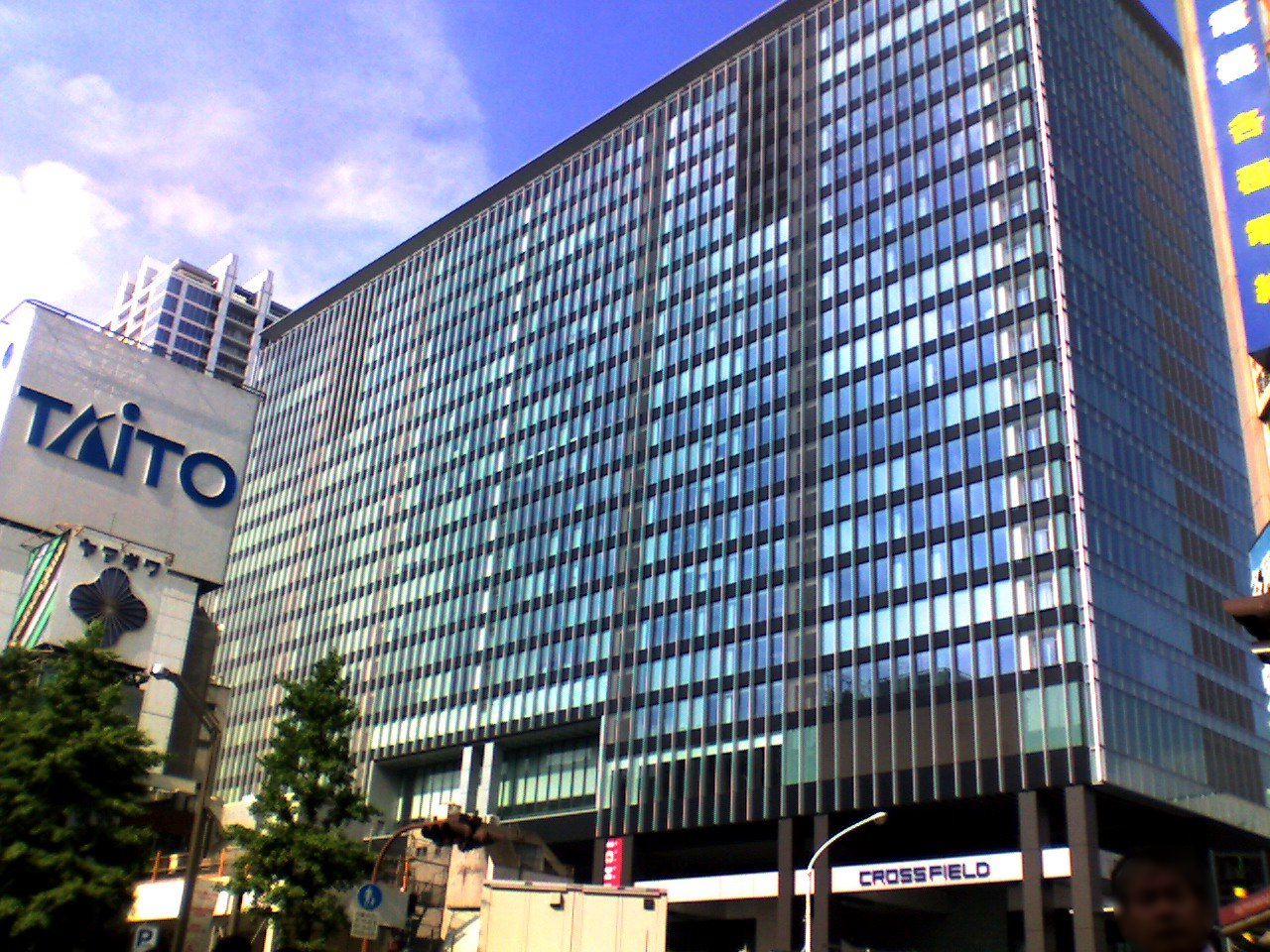
아키하바라 UDX

아키하바라 UDX는 일본 도쿄도 지요다구 아키하바라에 있는 빌딩으로, 2003년 8월 완공되었다. 지하 3층, 지상 22층의 규모이다. 1~3층은 카페, 레스토랑, 쇼룸, 행사장이 자리잡고 있으며, 4층에는 도쿄 아니메센터와 디자인 박물관 등이 들어서 있다.